# Аралкум (Балхаський район)
Аралку́м (каз. Аралқұм) — село у складі Балхаського району Алматинської області Казахстану. Входить до складу Караойського сільського округу.
Населення — 38 осіб (2021; 57 у 2009, 177 у 1999, 311 у 1989).